# Doreen Wilber
Doreen Wilber (n. 8 ianuarie 1930, Rutland⁠(d), Iowa, SUA – d. 19 octombrie 2008, Jefferson⁠(d), Iowa, SUA) a fost o arcașă ce a reprezentat Statele Unite ale Americii, medaliată olimpică. A participat la o ediție a Jocurilor Olimpice (1972) în care a câștigat o medalie de aur.

## Participări
Lista de mai jos prezintă principalele competiții la care a participat Doreen Wilber de-a lungul carierei.
- archery at the 1972 Summer Olympics – women's individual[*]